# Kia Sorento
Kia Sorento (укр. Кіа Соренто) — позашляховик, що виготовляє південнокорейська компанія Kia з 2002 року.

## Перше покоління (2002—2009)

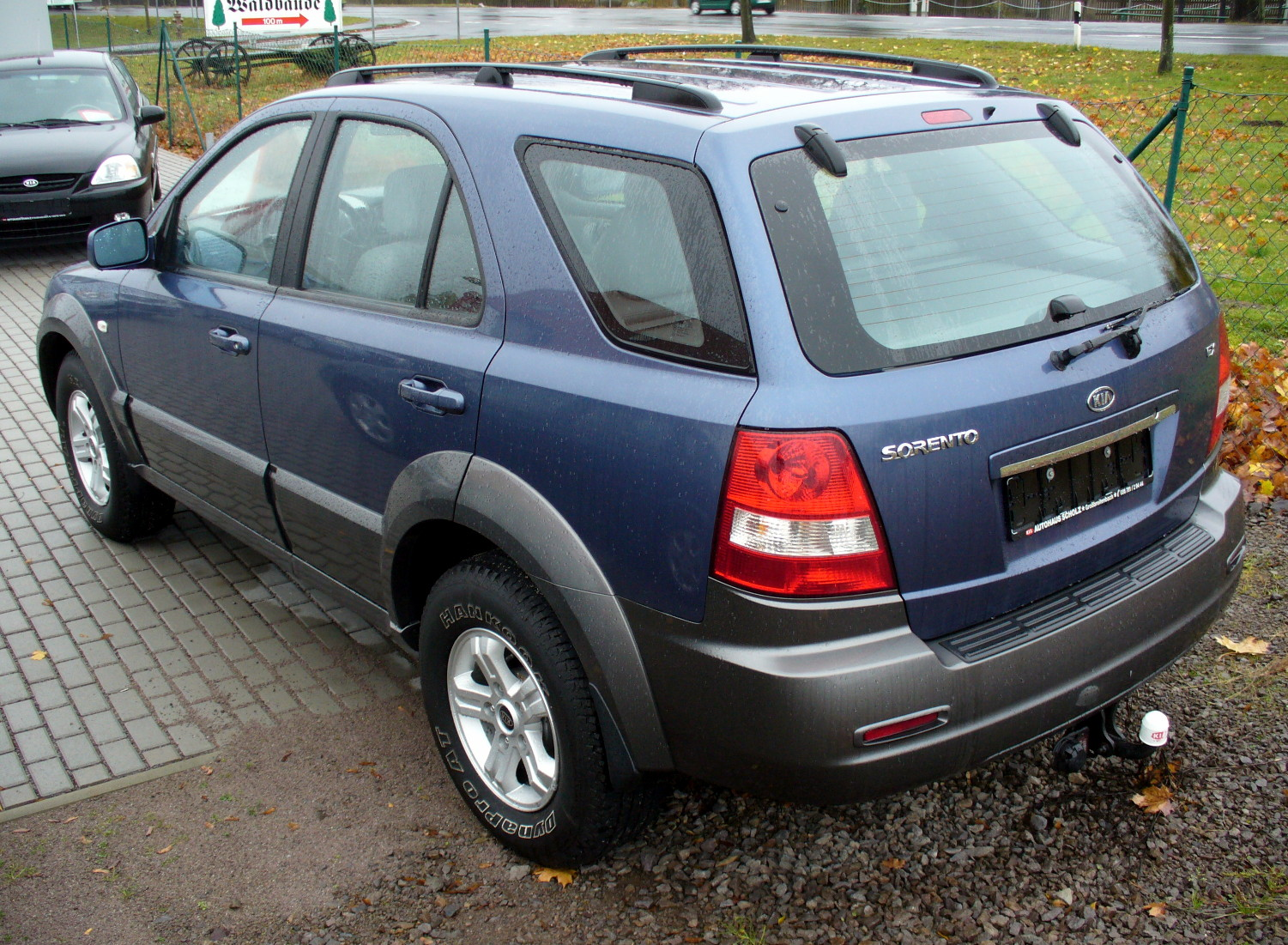
Kia Sorento (2002—2006)

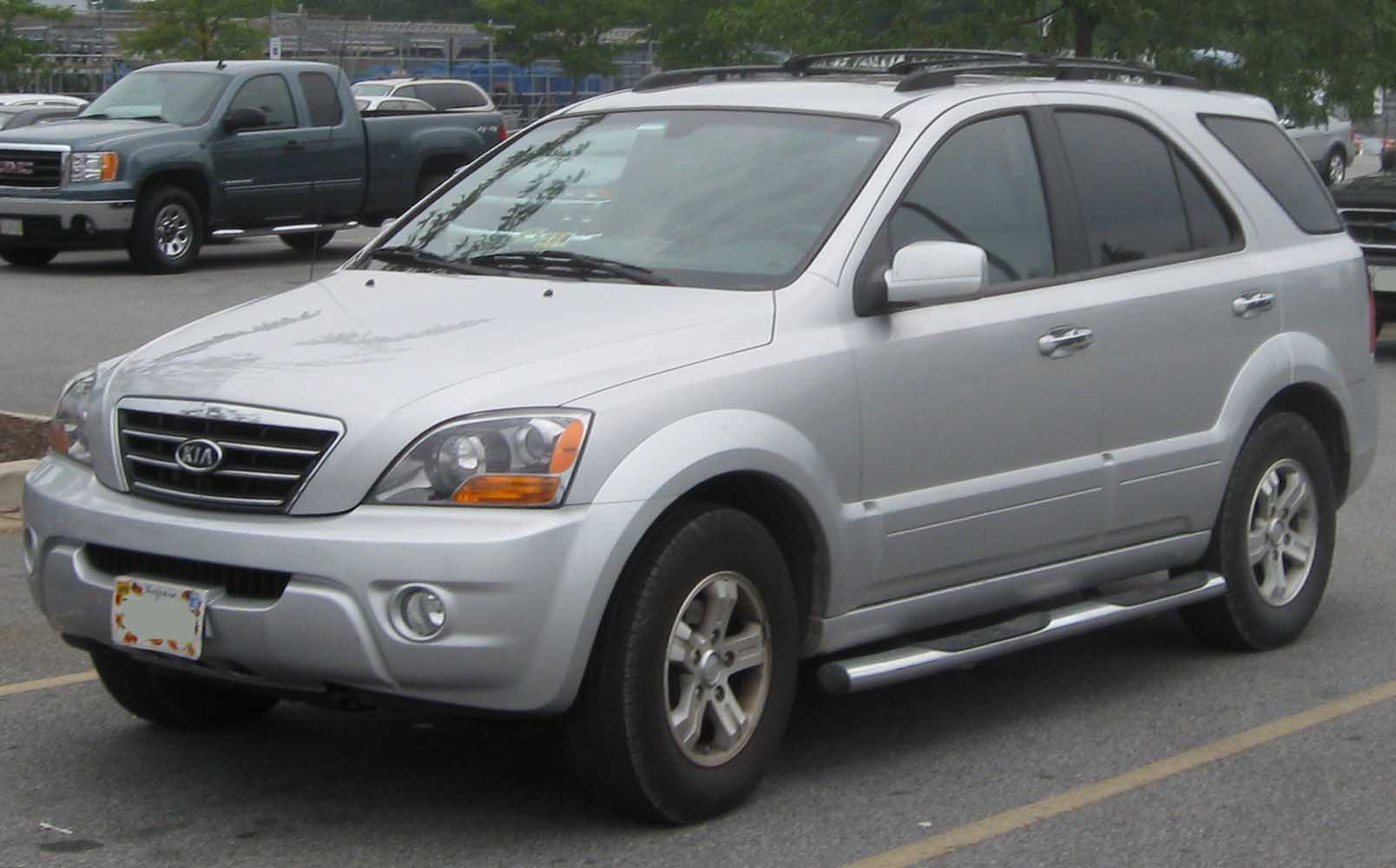
Kia Sorento LX (2006—2008)

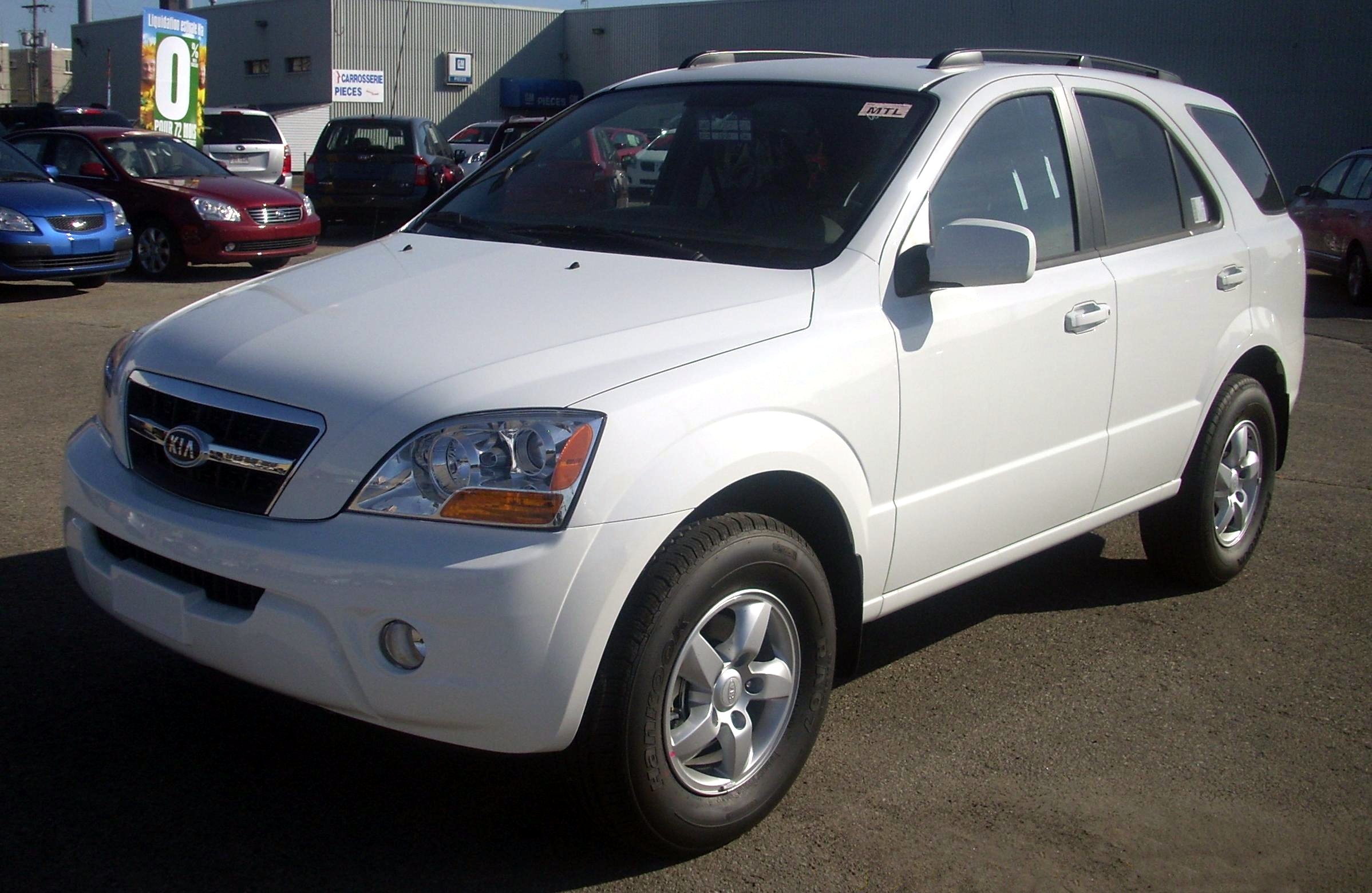
Kia Sorento LX (2009)

Sorento першого покоління — рамний позашляховик. Автомобіль представлений був у середині 2002 року.
Sorento першого покоління комплектувався з 3,5 двигуном (3,5 л двигун був розроблений компанією Hyundai) DOHC V6 потужністю 192 к.с. або 2,5 літровим турбодизелем потужністю 140 к.с. Разом з ними були на вибір 5-ступінчаста МКПП і 4 або 5-ступінчаста АКПП. Обсяг бака — 79 л. Також в складах комплектацій була антиблокувальна гальмівна система (ABS).
Клієнти змогли вибрати варіант позашляховика з приводом на всі колеса або тільки на одну вісь. Виробник пропонував два типи роздавальної коробки: TOD (Torque On Demand) — Full time 4WD і EST (Electronic Shift Transfer). Остання система з відключаємим переднім мостом. Перша, розроблена американською компанією Borg Warner, автоматично розподіляє навантаження на задній і передній мости залежно від стану дорожнього покриття. При нормальному дорожньому покритті відношення навантаження на передній міст до заднього визначається як 0:100. З погіршенням дорожнього покриття навантаження на мости змінюється в процентному відношенні і може доходити до 50:50.
У Sorento підвіска всіх коліс незалежна: передня двохважіль, задня — п'ятиважельна. На обох осях встановлені вентильовані гальмівні диски. Стандартний розмір шин — 225/75 R16, а в комплектації EX їх розмірність замінюється на 245/70 R16.
Салон Kia Sorento п'ятимісний, витриманий в строгому стилі і радує якісними оздоблювальними матеріалами. Надається велике внутрішнє оздоблення для зручного розташування як самих пасажирів, так і багажу. Крісло водія має вісім регулювань з електроприводом. Всі сидіння забезпечені підголовниками. Задні — можуть складатися в співвідношенні 60:40, а в повністю складеному стані збільшують об'єм багажного відсіку з 890 до 1900 літрів. Крім того, в салоні передбачена велика кількість відділень, кишеньок і скриньок для різної дрібниці, а також кілька підстаканників. Свою лепту в комфорт пасажирів вносить також прекрасна шумоізоляція.
У 2006 році відбулася модернізація. Було змінено дизайн і додані потужніші двигуни. Всього вироблено майже 900 тис. автомобілів Sorento першого покоління.

### Двигуни

#### Бензинові
- 2,4 l Р4 102 kW (139 к.с.) 2002−2006
- 3,3 l V6 173 kW (235 к.с.) 2006−2009
- 3,5 l V6 143 kW (194 к.с.) 2002−2006
- 3,8 l V6 193 kW (262 к.с.) 2006−2009

#### Дизельні
- 2,5 l Р4 103 kW (140 к.с.) 2002−2006
- 2,5 l Р4 125 kW (170 к.с.) 2006−2009

## Друге покоління (2009—2014)

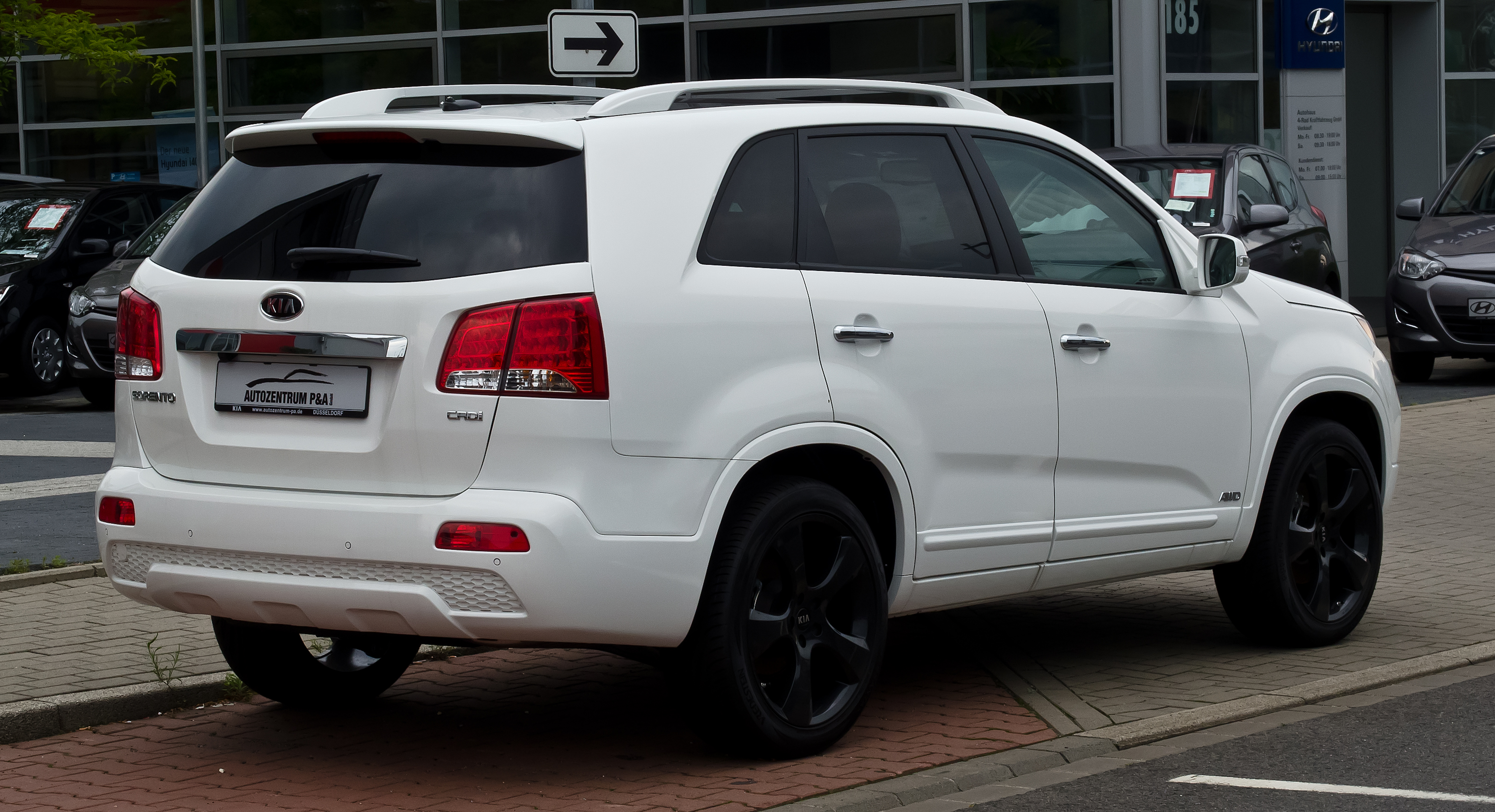
Kia Sorento II (2009—2012)

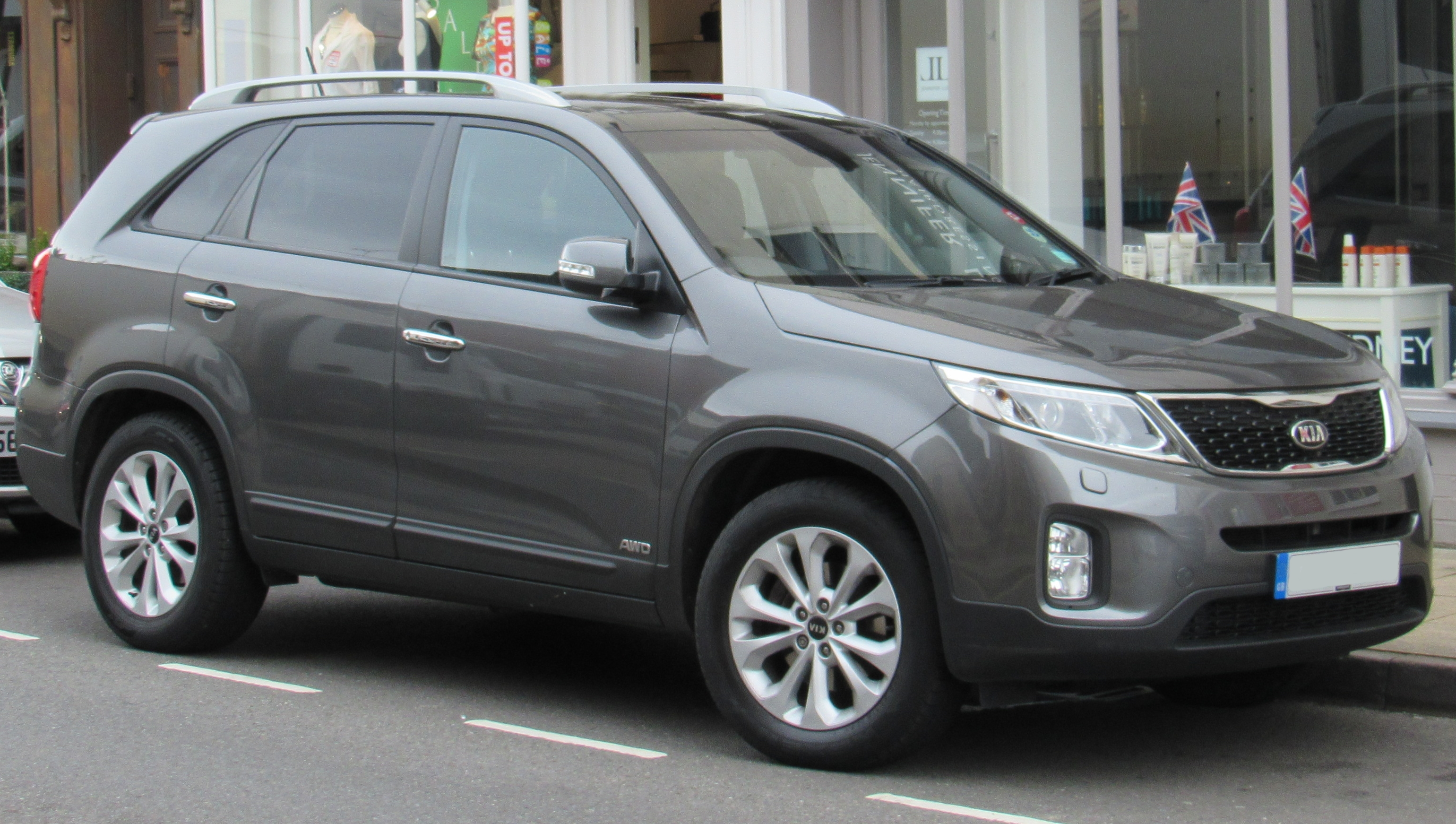
Kia Sorento II (2012—2014)

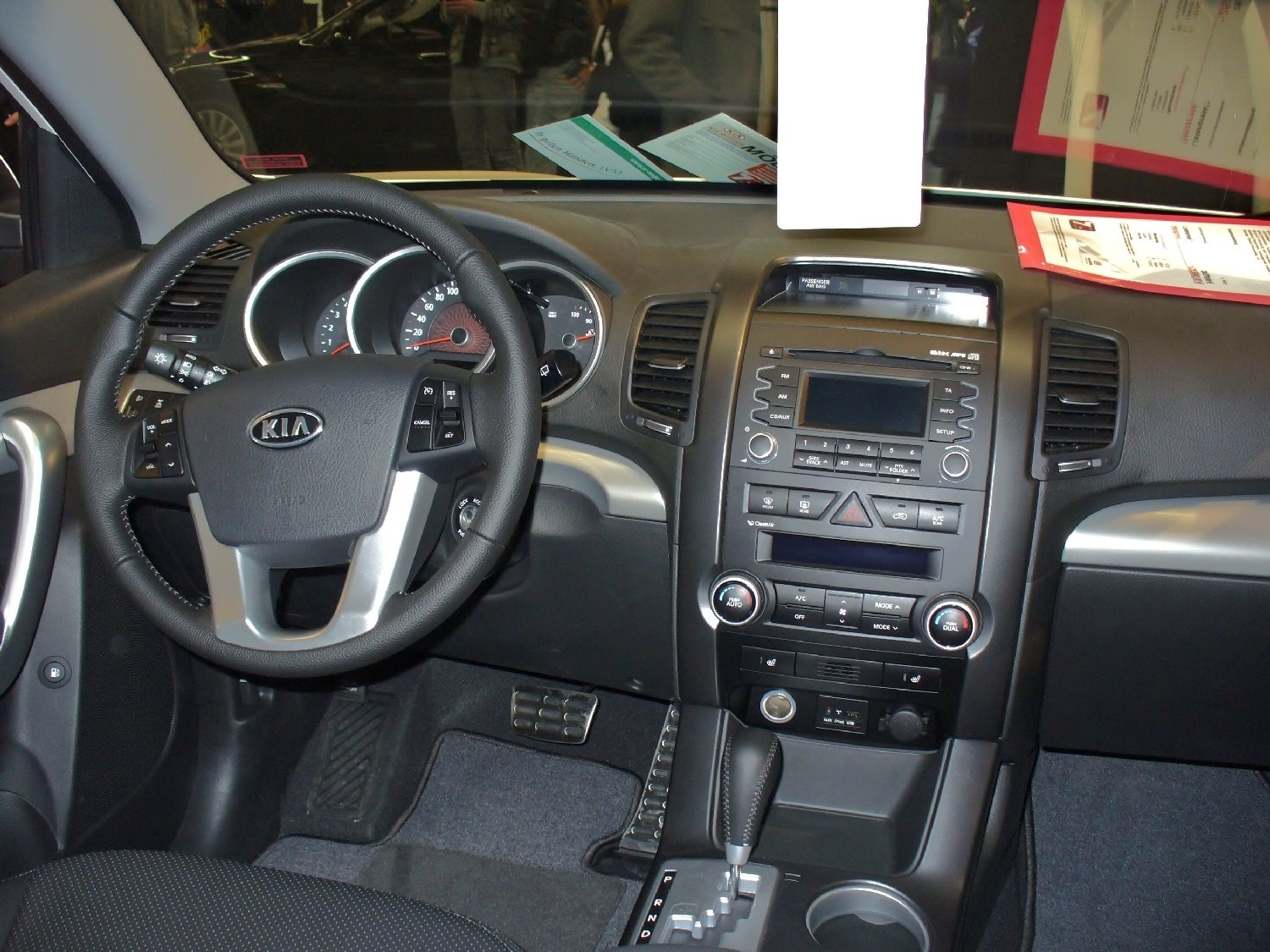
Kia Sorento II інтер'єр

На Міжнародному автосалоні в Сеулі у квітні 2009 року представлене друге покоління Sorento, і вже в тому ж місяці Sorento отримали дилери в Кореї.
Дизайном займався Петер Шрайер. Був розроблений абсолютно новий кузов, що надає досить місця для семи осіб, при цьому було вирішено відмовитися від рамної конструкції попереднього покоління. Кузов Sorento довший, дизайн характеризується округлими краями і зігнутими лініями. Крім того Sorento отримав нові двигуни.
Sorento другого покоління проводився в трьох комплектаціях: LX, EX і SX. SX доступна тільки з 3,5 літровим двигуном потужністю 276 к.с. SX доступна з 2,4 літровим двигуном потужністю 175 к.с. EX була доступна з 2,2 літровим дизельним двигуном потужністю 197 к.с.
У 2012 році модель модернізували. Для оновленого кросовера запропоновані модернізовані двигуни: бензиновий 2.4 л (175 к.с.) і два дизеля — 2.0 л (150 к.с.) і 2.2 л (197 к.с.).
Кросовер отримав нові фари головного світла зі світлодіодами габаритних вогнів, нові задні фари зі світлодіодами, оновлену фальшрадиаторну решітку з обрамленням хромованим пластиком, новий передній бампер зі зміненою геометрією і збільшеними прорізами додаткових повітроводів, новий задній бампер.
Автомобіль, за запевненням представників компанії-виробника, став володіти кращою керованістю, здатний забезпечити для своїх пасажирів більший комфорт і націлений на більш високі характеристики безпеки. У споживачів з'явилася можливість поставити 19 дюймові легкосплавні диски.

### Технічні характеристики
| Модель    | Циліндри | Об'єм    | Потужність        | Крутний момент             | Трансмісія             | Викиди СО2 | Примітки                                | Роки випуску |
| --------- | -------- | -------- | ----------------- | -------------------------- | ---------------------- | ---------- | --------------------------------------- | ------------ |
| Бензинові |          |          |                   |                            |                        |            |                                         |              |
| 2.4       | Р4       | 2359 см³ | 128 kW (174 к.с.) | 226 Нм при 3750 об/хв      | 6-ст. МКПП, 6-ст. АКПП | Євро-5     | 2WD або 4WD                             | з 11/2009    |
| 2.7 V6    | V6       | 2656 см³ | 119 kW (161 к.с.) | 245 Нм при 4000 об/хв      | 4-ст. АКПП, 5-ст. МКПП | Євро-4     | Зріджений газ, тільки в Південній Кореї |              |
| 3.5 V6    | V6       | 3470 см³ | 204 kW (277 к.с.) | 304 Нм при 3500 об/хв      | 5-ст. АКПП             | Євро-4     |                                         |              |
| Дизельні  |          |          |                   |                            |                        |            |                                         |              |
| 2.0 CRDi  | Р4       | 1995 см³ | 110 kW (150 к.с.) | 383 Нм при 2000—2500 об/хв | 6-ст. МКПП             | Євро-5     | 2WD або 4 WD                            | з 2011       |
| 2.2 CRDi  | Р4       | 2199 см³ | 145 kW (197 к.с.) | 421 Нм при 1800—2500 об/хв | 6-ст. АКПП, 6-ст. МКПП | Євро-5     | 2WD або 4WD                             | з 11/2009    |

- 2WD = передні тягові колеса
- 4WD = всі тягові колеса

## Третє покоління (2014—2020)

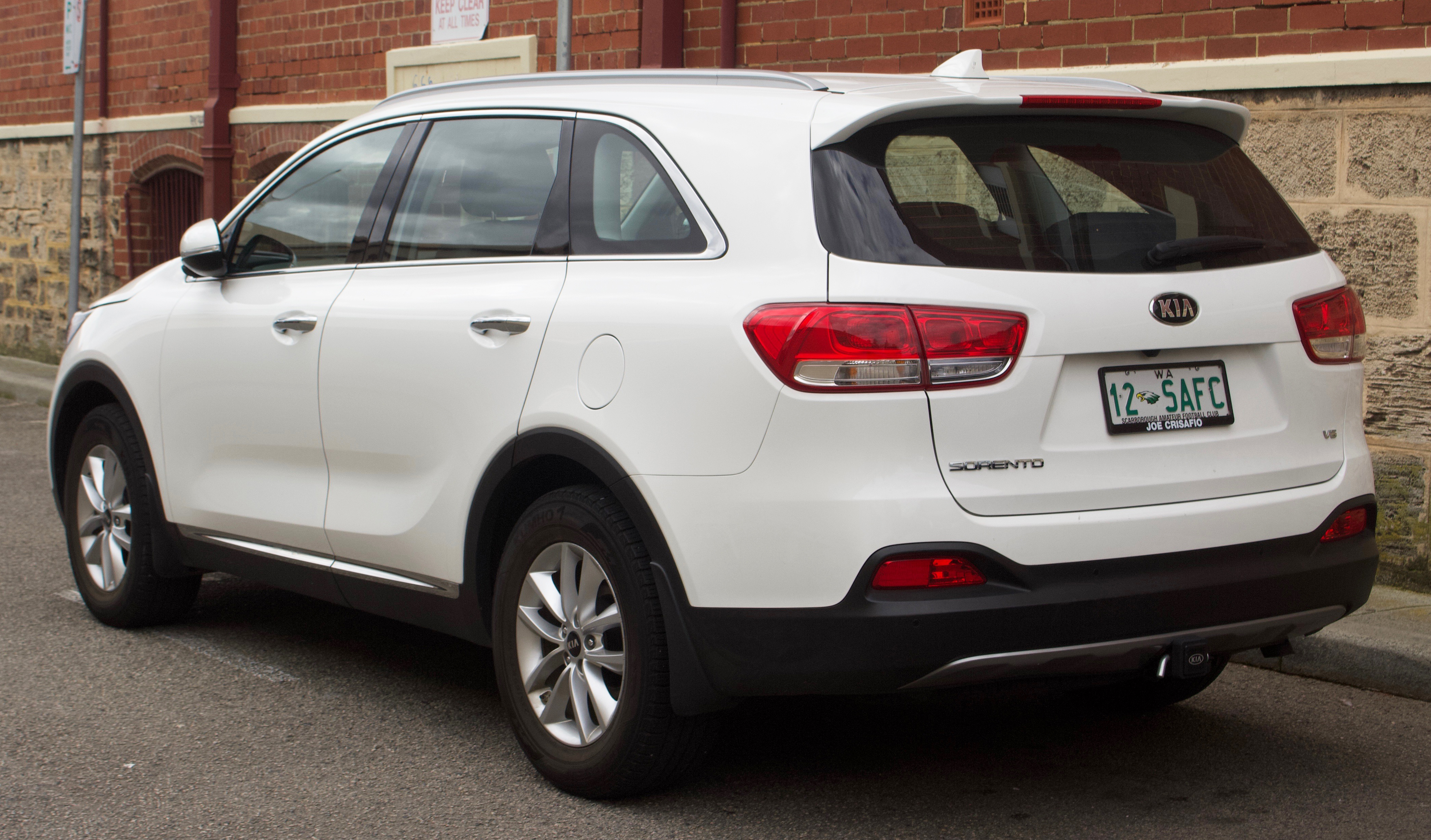
Kia Sorento UM (2014—2018)

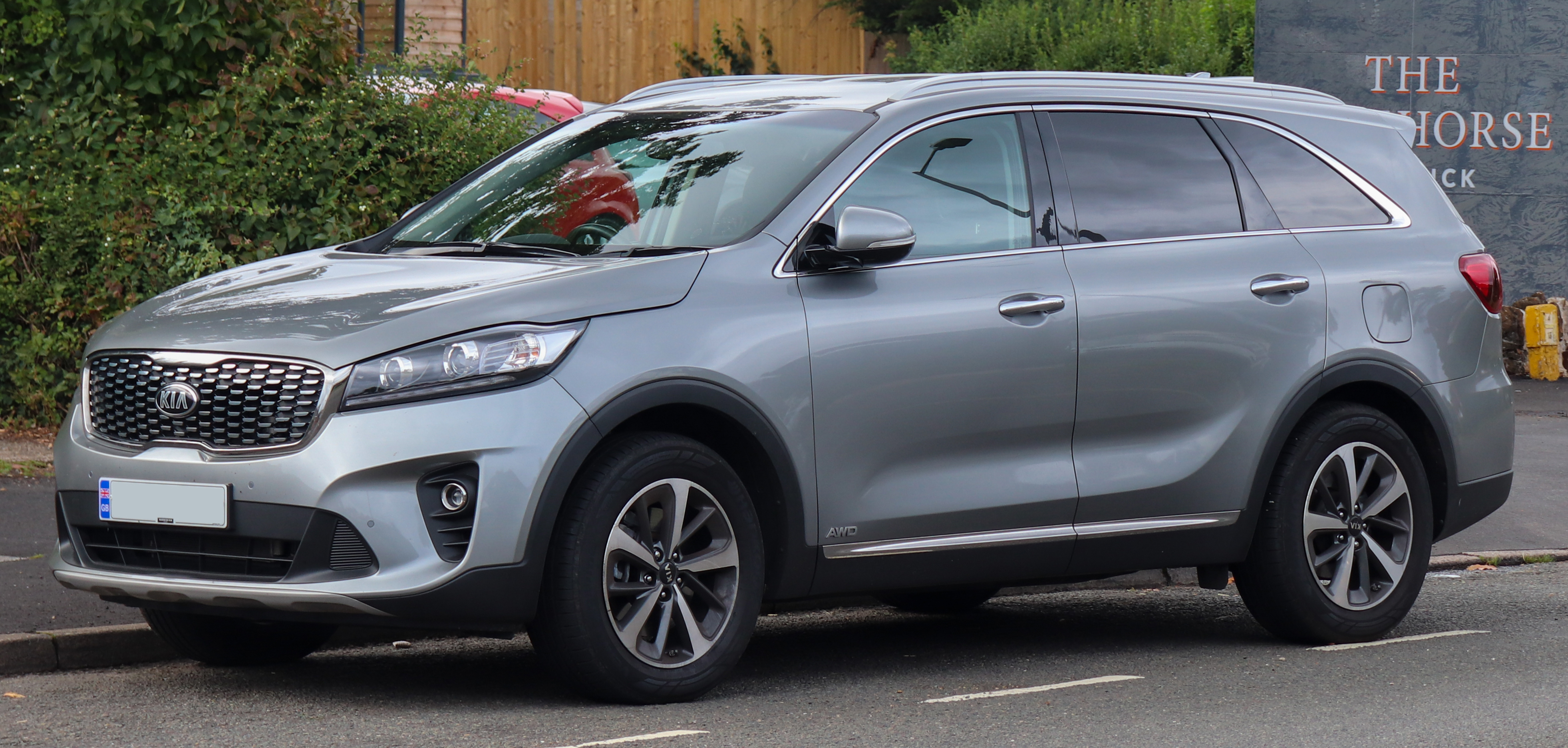
Kia Sorento UM (з 2018)

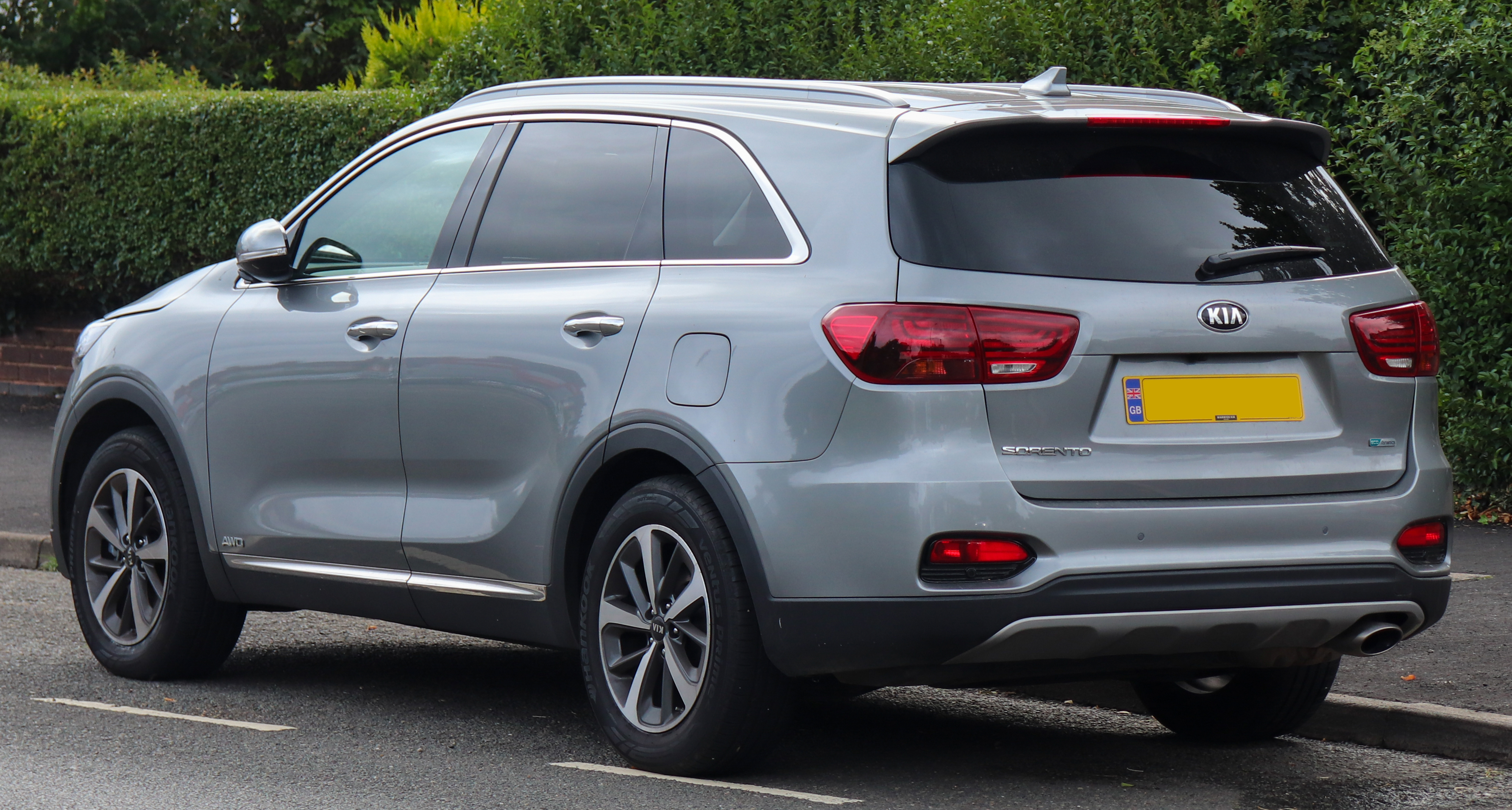
Kia Sorento UM (з 2018)

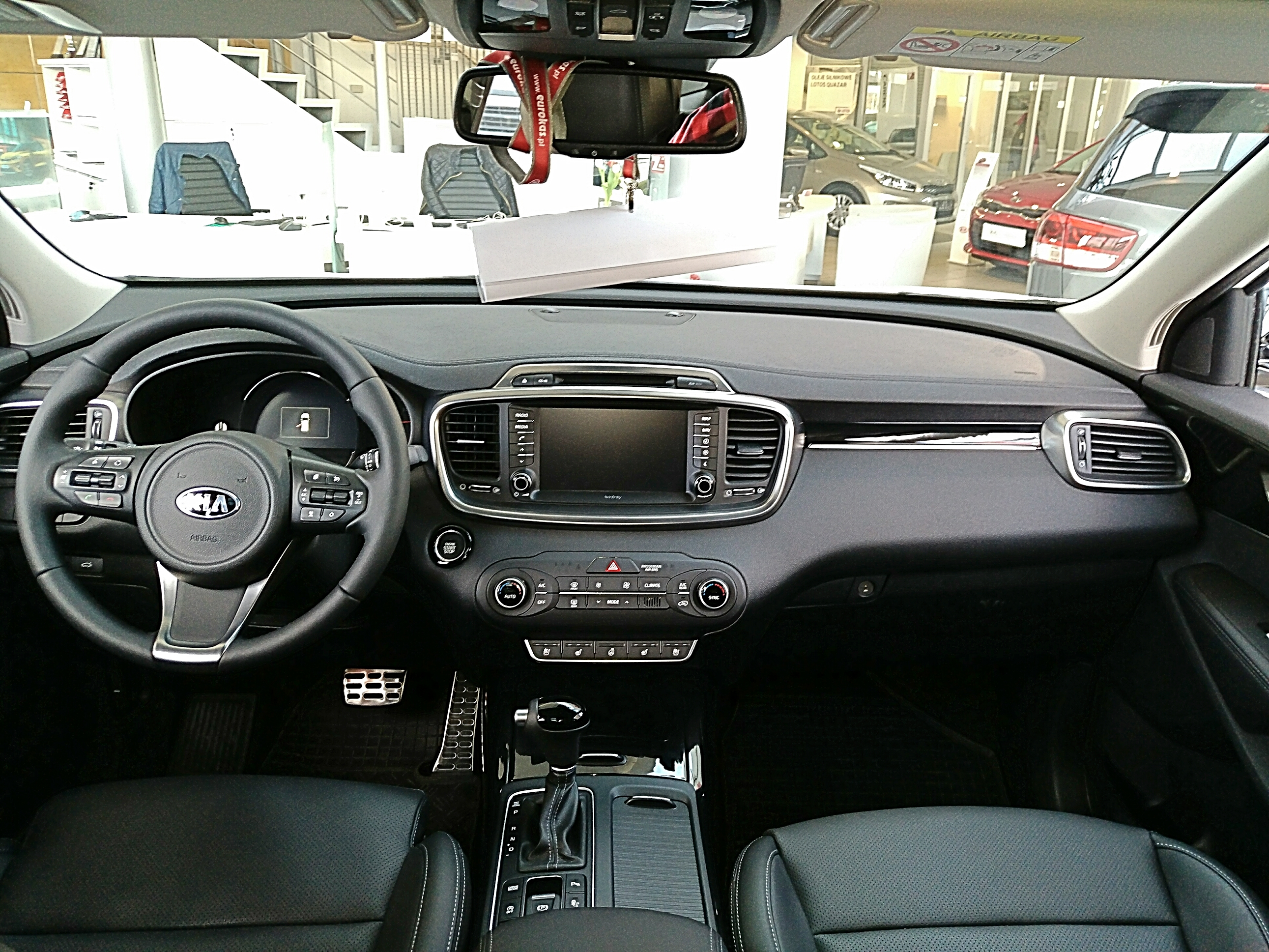
Kia Sorento UM

В кінці серпня 2014 року на автосалоні в Сеулі представлений Kia Sorento третього покоління, європейський дебют відбувся на автосалоні в Парижі в вересні. Sorento розділяє свою платформу з Kia Carnival. В Україні автомобіль називається Sorento Prime.
Побудований Sorento Prime на базі нової повнопривідної платформи, при цьому компонування підвіски залишилася колишньою: спереду — Макферсон, ззаду — багаторичажка. Встановили інші опори двигуна і заднього підрамника, більші амортизатори і переналаштований електропідсилювач керма. Зроблені зміни дозволили підвищити плавність ходу кросовера, а також поліпшити його керованість при одночасному поліпшенні комфорту в салоні.
Автомобіль оснащується бензиновими моторами 2.4 (188 к.с.), V6 3.3 (250 к.с.), а також турбодизелем об'ємом 2,2 літра і потужністю 200 к.с. Всі версії мають повний привід і комплектуються шестиступінчастою автоматичною коробкою передач. Машина може мати п'ять або сім місць в залежності від виконання.
П'ятимісна базова версія Kia Sorento обладнана 4-циліндровим двигуном 2,4 л., кондиціонером, Bluetooth, USB входом, кнопками управління аудіо та круїз-контролем на телескопічному кермі. Найбільш повною є комплектація LX, у якій додана інформаційна система UVO, камера заднього огляду та звукоізоляція лобового скла. Серед стандартного обладнання версії EX: 4-циліндровий турбодвигун 2,0 л., покращена шумоізоляція, 2-зонний клімат-контроль, шкіра, та можливість регулювання водійського сидіння у 8-ми позиціях.
Третє покоління Kia Sorento було оновлено у 2019 році. Виробник провів частковий рестайлінг Kia Sorento, додавши комплектацію S. Позашляховик в оснащенні S має V6 двигун, восьмиступеневу АКПП, розширений список функцій безпеки та допомоги водію.

### Двигуни

#### Бензинові
- 2.4 л Theta II MPI I4 (170 к.с.)
- 2.4 л Theta II MPI I4 (190 к.с.)
- 2.0 л Theta II T-GDi Turbo (240 к.с.)
- 3.3 л V6 Lambda II MPI V6 (250 к.с.) (для російського ринку)
- 3.3 л V6 Lambda II MPI V6 (290 к.с.)
- 3.5 л V6 Lambda II MPI V6 (280 к.с.)

#### Дизельні
- 2.0 л R CRDi I4 (150 к.с.)
- 2.2 л R CRDi I4 (200 к.с.)

## Четверте покоління (з 2020)

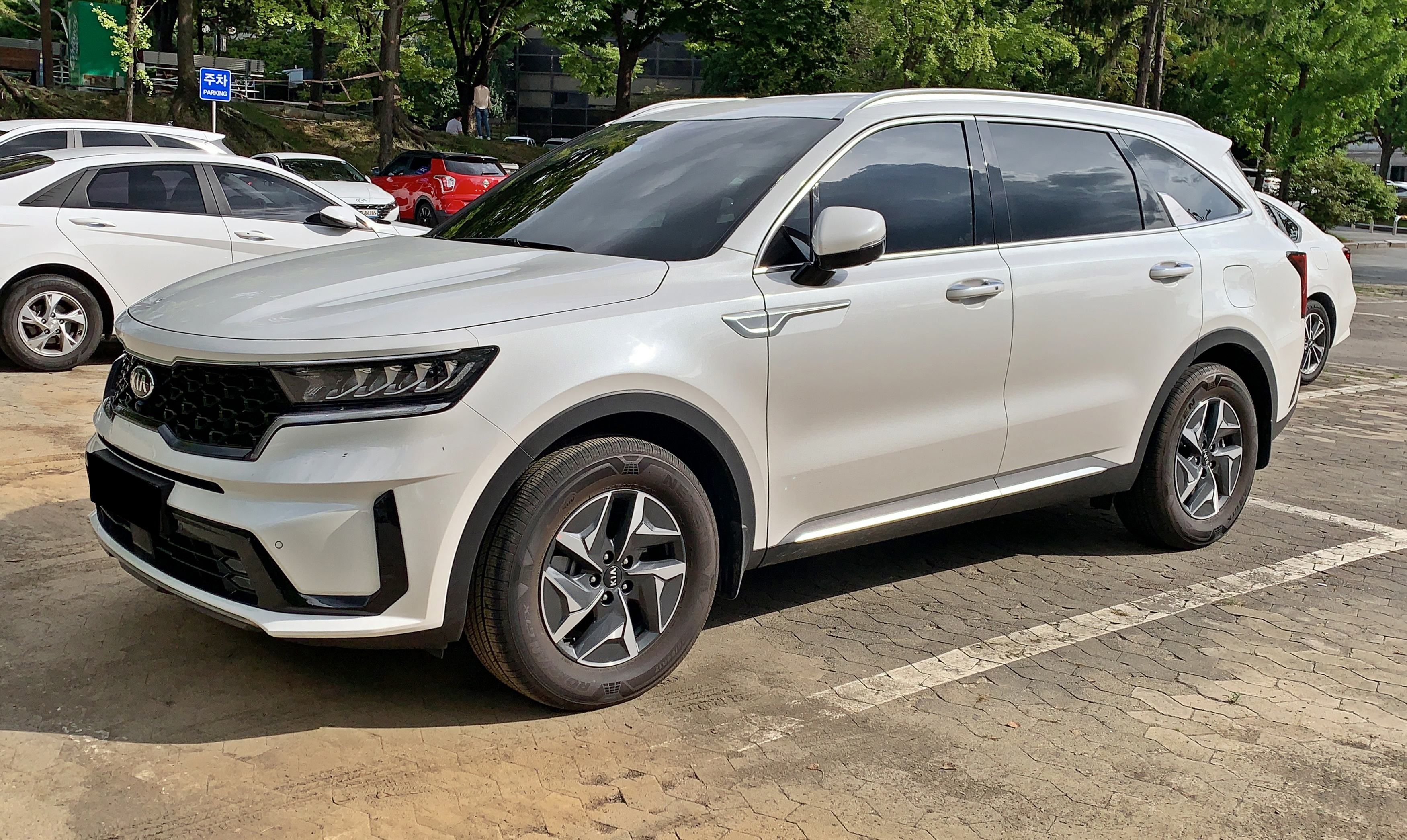
Kia Sorento MQ4 (2020-2023)

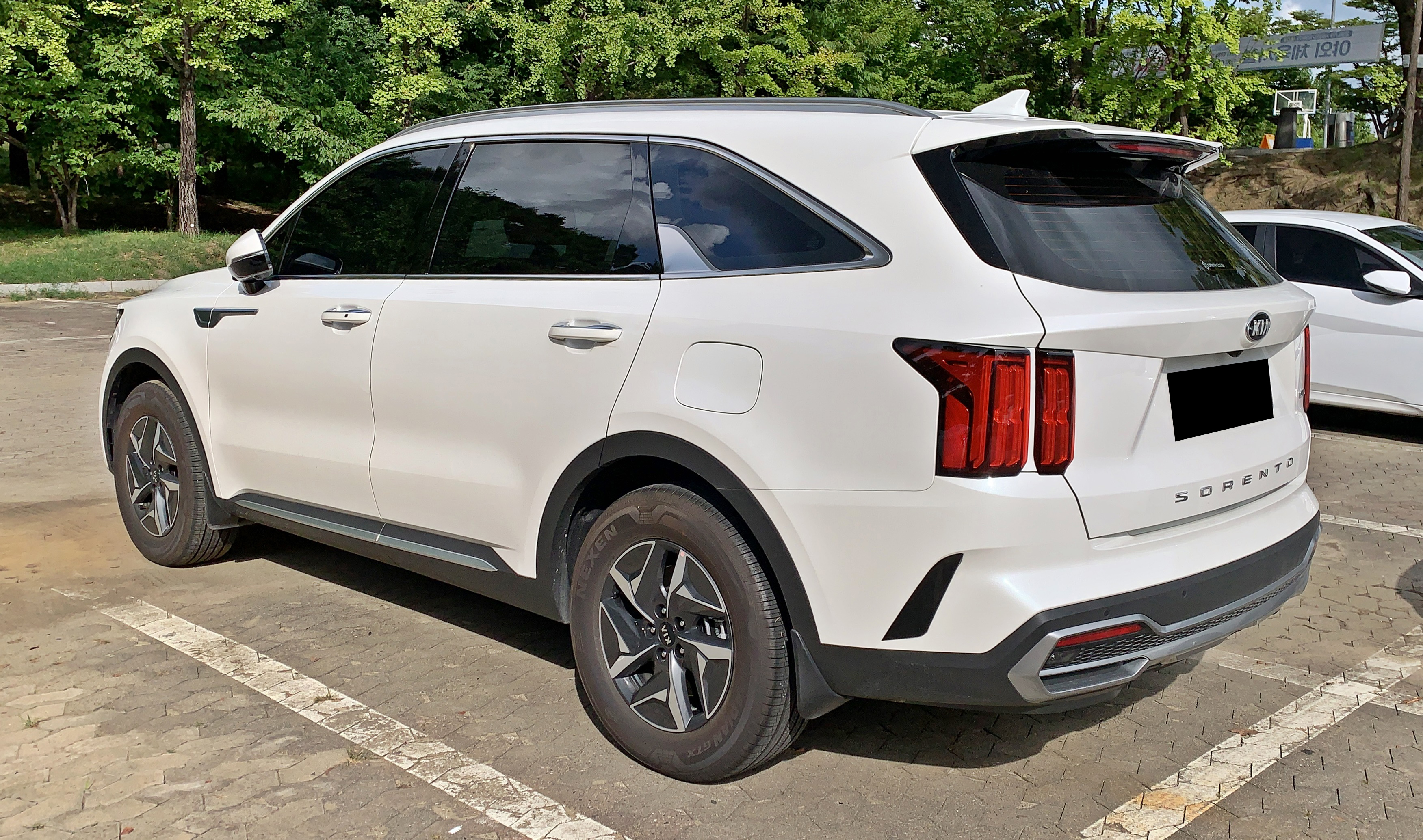
Kia Sorento MQ4 (2020-2023)

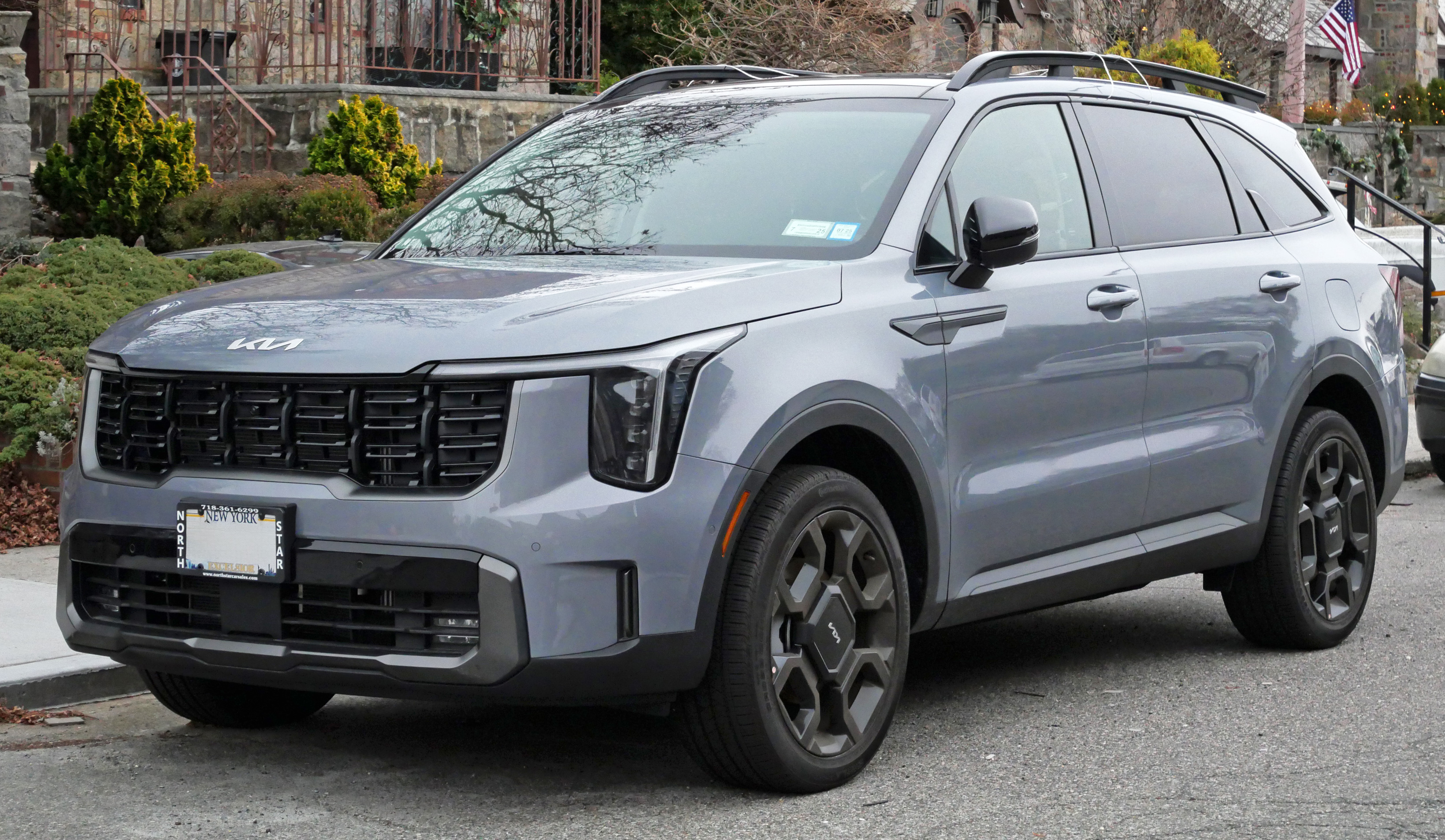
Kia Sorento MQ4 (з 2023)

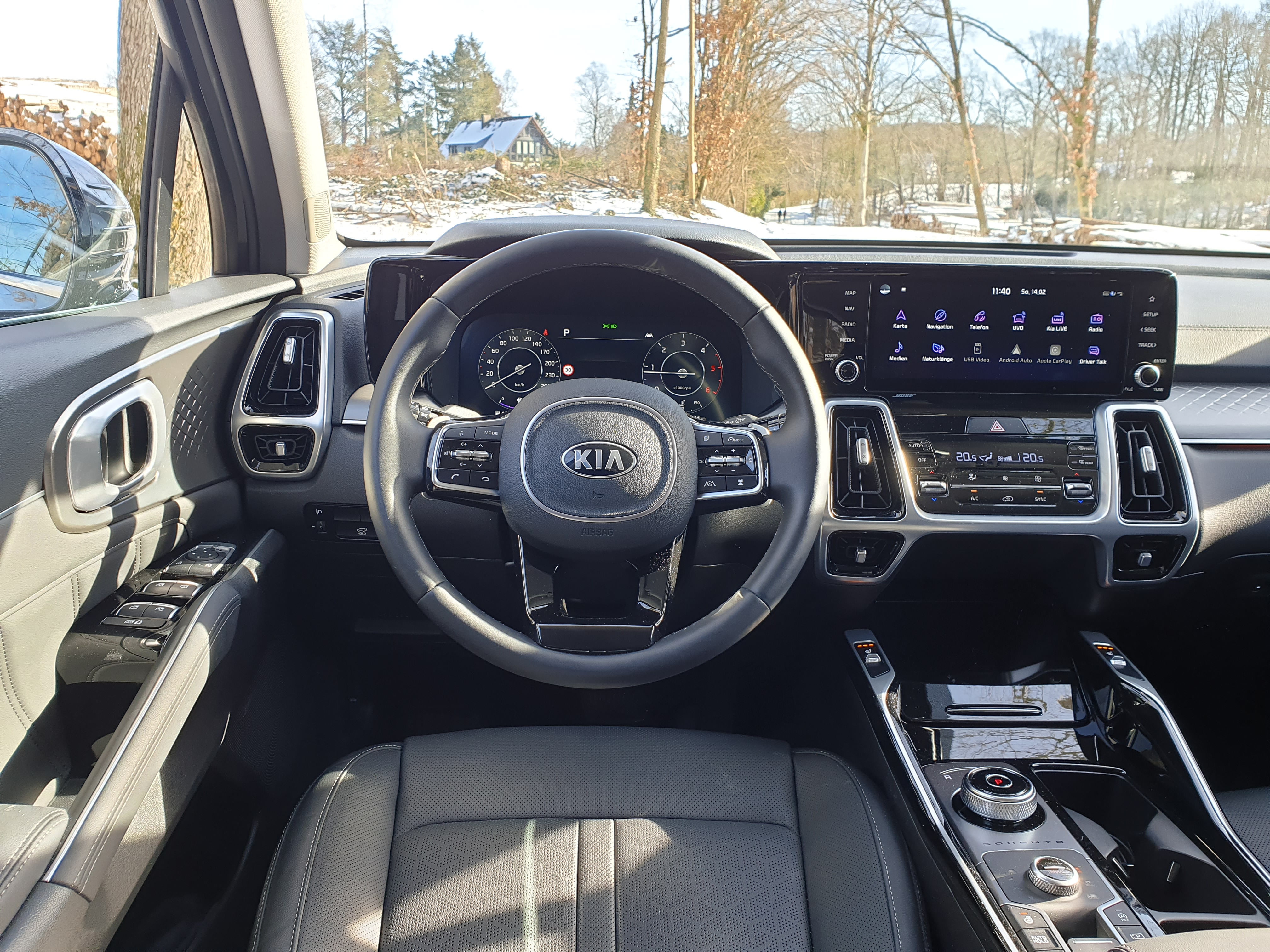

3 березня 2020 року на автошоу в Женеві мала відбутися світова прем'єра четвертого покоління кросовера Kia Sorento, однак через пандемію коронавірусу, дебют моделі відклали. В гамму вперше буде додана гібридна модифікація (їх буде дві: з зарядкою від розетки і без).
Kia Sorento 2021 року отримав зміни в лінійці двигунів. Виробник замінив опціональний силовий агрегат V6 на турбований чотрирьохциліндровий 281-сильний, збільшив вантажомісткість та оновив інформаційно-розважальну систему сенсорним дисплеем на 8 дюймів, а також доповнив мультимедіа функціями Android Auto і Apple CarPlay.
Об'єм багажника Kia Sorento за третім рядом сидінь складає 187 л. Зі складеним третім рядом рядом вантажний відсік збільшується до 821 л, з складеним другим - до 2011 л.

### Фейсліфтинг 2023
Оновлену модель було представлено 25 липня 2023 року. Sorento отримав більшу решітку радіатора та змінену оптику, а також стандартний 12,3-дюймовий сенсорний екран мультимедіа. До 2025 модельного року Kia оновила зовнішній вигляд та салон Sorento Hybrid і Plug-in Hybrid. Екстер'єр та інтер'єр гібридних версій виконаний в одному стилі з дизайном бензинових моделей.  

### Двигуни

#### Бензинові
- 1.6 л Smartstream G1.6 T-GDi I4 Hybrid 230 к.с. 350 Нм
- 1.6 л Smartstream G1.6 T-GDi I4 PHEV 265 к.с. 350 Нм
- 2.5 л Smartstream G2.5 MPi I4
- 2.5 л Smartstream G2.5 GDi I4
- 2.5 л Smartstream G2.5 T-GDi I4 230 к.с. 420 Нм
- 3.5 л Smartstream G3.5 MPi V6

#### Дизельні
- 2.2 л Smartstream D2.2 CRDi I4 202 к.с. 440 Нм

## Продажі
| Рік  | США     | Канада | Глобально |
| ---- | ------- | ------ | --------- |
| 2002 | 8,451   |        |           |
| 2003 | 40,787  |        |           |
| 2004 | 52,878  |        |           |
| 2005 | 47,610  |        |           |
| 2006 | 50,672  |        |           |
| 2007 | 36,300  |        |           |
| 2008 | 29,699  |        |           |
| 2009 | 24,460  |        |           |
| 2010 | 108,984 |        |           |
| 2011 | 130,235 |        |           |
| 2012 | 119,597 |        | 219,154   |
| 2013 | 105,649 | 14,542 |           |
| 2014 | 102,520 |        |           |
| 2015 | 116,249 | 14,372 |           |
| 2016 | 114,733 |        |           |
| 2017 | 99,684  |        |           |